# Коли (Ла Специја)
Коли (итал. Colli) је насеље у Италији у округу Ла Специја, региону Лигурија.
Према процени из 2011. у насељу је живело 10 становника. Насеље се налази на надморској висини од 693 м.